# Mercedes-Benz CLA-Class
El Mercedes-Benz CLA es un automóvil de segmento C producido por el fabricante alemán Mercedes-Benz desde el año 2013. Tiene carrocería de cuatro o cinco puertas, ambas de cinco plazas, con motor delantero y tracción delantera.
Primera generación C117 2013-2019
Es un cupé fastback de cuatro puertas, basado en la plataforma de los autos compactos W176 Clase A y W246 Clase B. La versión de producción C117 CLA se presentó públicamente en el Salón Internacional del Automóvil de América del Norte de 2013,  y las ventas comenzaron en septiembre de 2013
Segunda generación 

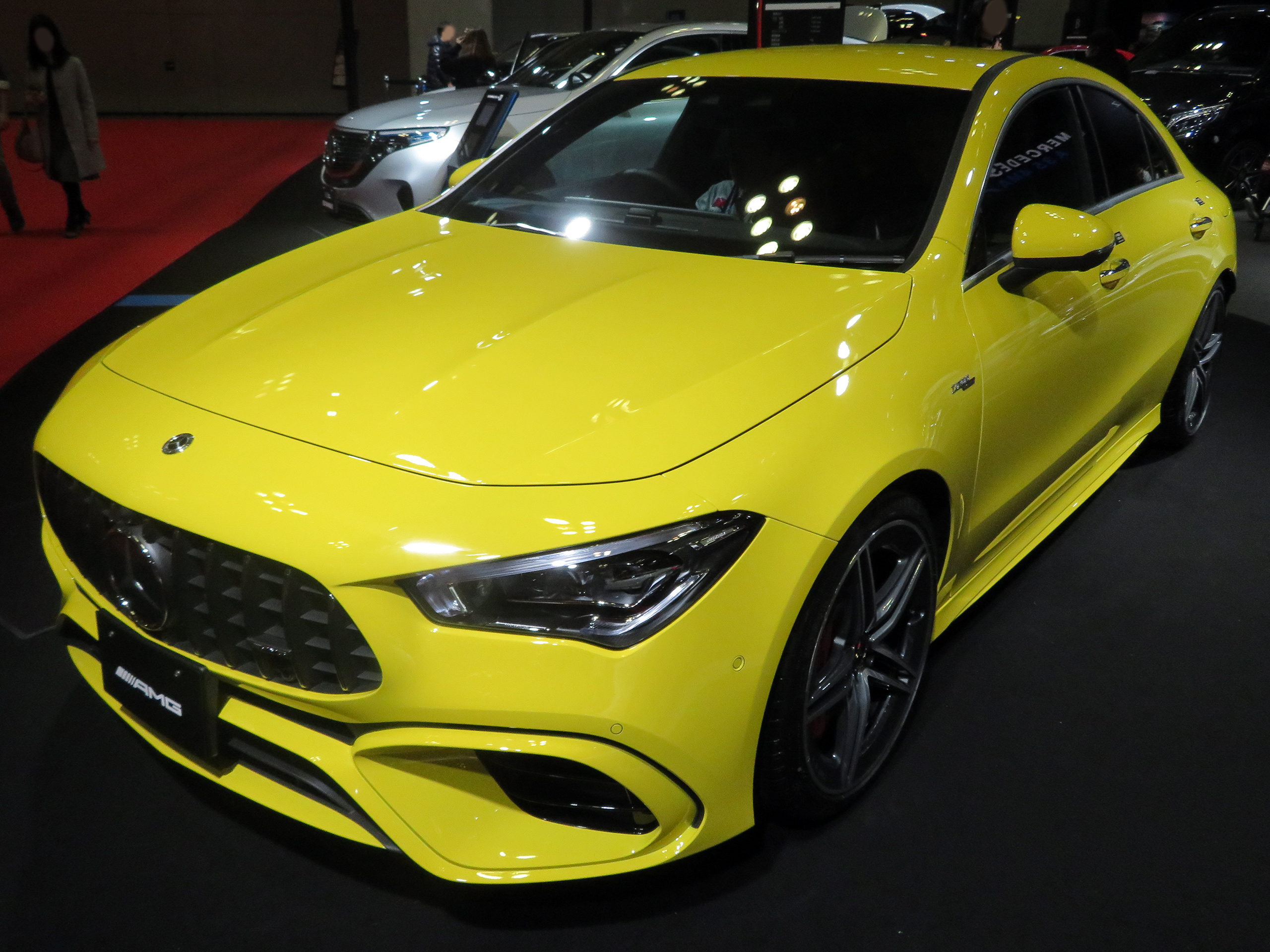
Segunda generación.

La clase CLA de segunda generación se presentó en el Consumer Electronics Show de 2019 en enero de 2019. Basado en la misma plataforma de arquitectura frontal modular (MFA2) que el W177 A-Class, W247 B-Class, X247 GLB y H247 GLA, el C118 CLA- Class conserva el estilo fastback para diferenciarlo del V177 Clase A Sedan y comparte su tren motriz con el Clase A.  
Estilísticamente, el diseño está inspirado en el nuevo lenguaje de diseño adoptado por Mercedes-Benz para la Clase C257 CLS.